# Stazione di Pisa Aeroporto
La stazione di Pisa Aeroporto era una stazione ferroviaria che serviva l'Aeroporto di Pisa-San Giusto, chiusa nel 2015. 

## Storia
Venne attivata il 29 gennaio 1983, costituendo il primo esempio di stazione ferroviaria aeroportuale in Italia.
Dal giorno 15 dicembre 2015 la stazione ha terminato il servizio, sostituito con autobus fino a marzo 2017, per consentire la costruzione del nuovo impianto Pisa Mover che serve come collegamento tra la stazione di Pisa Centrale e l'aeroporto in sostituzione del precedente servizio ferroviario.

## Strutture e impianti
Si componeva di soli due binari tronchi, e si collegava alla stazione di Pisa Centrale, distante 1,445 km, da una breve linea di raccordo. Veniva impiegata principalmente da un servizio regionale proveniente da Pisa Centrale e da alcune corse, sempre regionali, provenienti dalla stazione di Firenze Santa Maria Novella.
L'impianto era classificato da RFI nella categoria "Silver".
Dal punto di vista della gestione del traffico ferroviario, dall'8 dicembre 2008, a seguito dell'attivazione dell'Apparato Centrale Computerizzato (ACC) presso Pisa Centrale, entrambe le stazioni divennero fasci binari di un impianto più grande, denominato Pisa.